# Galeruca villiersi
Galeruca villiersi (лат.) — вид листоедов (Chrysomelidae) из подсемейства козявок (Galerucinae).

## Описание
Блестяще чёрные жуки длиной тела 4-4—5,8 мм. Самки немного больше самцов. Щиток морщинистый и пунктированный, на нём имеется продольная борозда. Точки на переднеспинке и надкрылиях не сливаются. Близким видом является Galeruca canigouensis.

## Распространение
Встречаются в центральных Пиренеях.